# Coral Hill
Coral Hill är en kulle i Antarktis. Den ligger i Östantarktis. Nya Zeeland gör anspråk på området. Toppen på Coral Hill är 740 meter över havet.
Terrängen runt Coral Hill är varierad. Trakten är obefolkad. Det finns inga samhällen i närheten. 